# Bataille de Nankin (1864)
 (mars 2025).
Si vous disposez d'ouvrages ou d'articles de référence ou si vous connaissez des sites web de qualité traitant du thème abordé ici, merci de compléter l'article en donnant les références utiles à sa vérifiabilité et en les liant à la section « Notes et références ».
Révolte des Taiping
La troisième bataille de Nankin fut le dernier engagement majeur de la révolte des Taiping, survenu en 1864 après la mort du roi du royaume céleste des Taiping, Hong Xiuquan.
Probablement plus d'un million de soldats prirent part à la bataille. D'après le général Qing Zeng Guofan, les trois jours d'affrontements firent 100 000 morts parmi l'armée des Taiping, et de nombreux blessés. Nankin avait été la capitale du royaume céleste sous le nom de Tianjing (capitale céleste). Cette bataille fut la fin effective de l'armée Taiping et Nankin fut la dernière grande ville Taiping à repasser sous contrôle impérial.

## Prélude
En juin 1863, le général Qing Bao Chao s'empare de l'île de Jiufu (九洑洲) et l'armée Taiping perd le contrôle de toute la rive nord du Yangtsé. Le général impérial Bao Chao mène ensuite ses forces de l'autre côté de la rivière et campe sur la rive sud en face de la porte Shence (神策) de Nankin. En septembre, le frère cadet de Zeng Guofan, le général Zeng Guoquan, conquiert le secteur du pont Shangfang (上方桥) au sud-est de la ville et la région du pont Jiangdong (江东桥) au sud-ouest. Zeng Guoquan poursuit sa progression dans la banlieue de Nankin et, début novembre, il réussit à prendre la porte Shangfang (上方门), la porte Gaoqiao (高桥门), la porte Shuangqiao (双桥门), Qiqiaoweng (七桥瓮), le col de Muling (秣陵) et le pont Zhonghe (中和桥). L'armée Taiping a donc perdu toutes ses positions dans la partie sud-ouest de la montagne Pourpre. À la mi-novembre, les secteurs dee Chunhua (淳化), Jiexi (解溪), Longdu (龙都), Hushu (湖熟) et la ville de Sancha (三岔镇) tombent sous le contrôle de l'armée Qing. Dans le même temps, la marine impériale commandée par l'amiral impérial Peng Yulin (彭玉麟) et son adjoint, Yang Yuebin (杨岳斌, aussi appelé Yang Zaifu, 杨载福), s'empare de positions importantes, notamment Gaochun et le barrage oriental (Dong Ba 东坝) avec l'aide des forces de Bao Chao. Fin novembre, la garnison Taiping à Lishui se rend à l'armée Qing. En conséquence, l'armée Taiping est expulsée d'un périmètre de 80 kilomètres autour de Nankin. Le 25 novembre, Zeng Guoquan et son subordonné, le général Xiao Qingyan (萧庆衍), occupent le tombeau Xiaoling. Les seuls communications vers l'extérieur restant sont les portes de Shence et de Taiping.
Le 20 décembre, Li Xiucheng retourne à Nankin depuis Danyang et exhorte Hong Xiuquan à abandonner la capitale Taiping le lendemain. Cette suggestion n'est pas acceptée par Hong, qui prend le commandement général de l'opération. Il déclare que quiconque lui désobéirait, lui et Dieu, serait immédiatement exécuté. Cela condamne l'armée Taiping et Nankin en créant un mécontentement généralisé et, couplé à d'autres facteurs, finalement plus de 200 000 soldats Taiping sortent de Nankin et se rendent à l'armée impériale chinoise au cours de la bataille. Ceux qui refusent de se rendre mais qui sont également contrariés par les décisions de Hong quitter la ville tant qu'ils le peuvent encore, alors que le siège est encore incomplet. Hong, Li et d'autres sont incapables d'arrêter de tels actes. Le 28 février 1864, le château de Tianbao (天保) au plus haut sommet de la Montagne Pourpre tombe sous le contrôle de l'armée Qing. Le 2 mars, Zeng Guoquan déploie ses troupes à Shence. Nankin est entièrement assiégé.

## Bataille
L'assaut final est lancé le 19 juin 1864, après le suicide de Hong Xiuquan, lorsque les assiégeants font s'effondrer la muraille de la ville grâce à une sape. Il déclenche des combats urbains acharnés.